# Westen der Vereinigten Staaten

Der Westen der Vereinigten Staaten nach United-States-Census-Bureau-Definition

Der Westen der Vereinigten Staaten (auch als American West, Far West und The West bezeichnet) ist die Region, die die westlichsten Staaten der Vereinigten Staaten umfasst. 
Die Definition des United States Census Bureaus für die 13 westlichsten Bundesstaaten umfasst die Rocky Mountains und das Great Basin an der Pazifikküste sowie den Bundesstaat Hawaii im mittleren Pazifik. Im Osten des Westens der Vereinigten Staaten befinden sich der Mittlere Westen der Vereinigten Staaten mit Kanada im Norden und der Süden der Vereinigten Staaten und Mexiko im Süden.
Der so genannte „Wilde Westen“ umfasst hingegen die gesamte historische Region westlich des Mississippi.

## Abgrenzung
Der Begriff stammt aus der Zeit der Expansion der Vereinigten Staaten in Richtung Westen. Ungefähr bis 1800 wurde der Kamm der Appalachen als Westgrenze der USA angesehen. Diese Grenze verlagerte sich danach zunehmend nach Westen und schließlich wurden die Gebiete westlich des Mississippi als Westen betrachtet.
Der Westen der Vereinigten Staaten umfasst mehr als die Hälfte der Fläche des Landes. Zu den geographischen Besonderheiten, die zumeist der Region zugeordnet werden, gehören die gemäßigten Küstenregenwälder des Nordwestens, die hohen Gebirgsketten wie beispielsweise die Rocky Mountains, die Sierra Nevada und die Cascade Range, verschiedene Gletscher sowie die westlichen Gebiete der Great Plains. Außerdem gehört ein Großteil der Wüstenfläche der USA zum Westen des Landes. Durch die Diversität und die Größe der Region sind die genauen Grenzen Gegenstand wissenschaftlicher Untersuchungen gewesen. Hierbei wurde festgestellt, dass kein genereller Konsens über die genaue Begriffsdefinition bestehe.
Laut U.S. Census Bureau unterteilt sich die Region in Mountain States (Bergstaaten) und Pacific States (Pazifikstaaten). Zu den Mountain States gehören Montana, Wyoming, Colorado, New Mexico, Idaho, Utah, Arizona und Nevada. Zu den Pazifikstaaten werden Washington, Oregon, Kalifornien, Alaska und Hawaii.

## Geschichte
Der heutige Westen der Vereinigten Staaten wurde seit etwa 11.000 Jahren von indigenen Einwohnern besiedelt. Ab den 1840er Jahren begann die Besiedlung der Region über den Oregon Trail und im Zuge des kalifornischen Goldrauschs; 1850 erhielt Kalifornien den Status eines Bundesstaates. Im 20. Jahrhundert führten zunehmender Automobilverkehr sowie die Route 66 zu zunehmender Industrialisierung und touristischer Erschließung des Westens.
Laut U.S.-Census-Bureau-Schätzung aus dem Jahr 2019 lebten im Westen der Vereinigten Staaten zu diesem Zeitpunkt etwa 78,3 Millionen Menschen. Gegenüber 2010 ergab sich ein Zuwachs von rund 8 Millionen Menschen. Die größten Metropolen der Region sind Los Angeles mit etwa 13,3 Millionen Einwohnern, San Francisco mit 4,7 Millionen Einwohnern, Phoenix mit 4,6 Millionen Einwohnern, San Bernardino mit 4,5 Millionen Einwohnern sowie Seattle mit 3,7 Millionen Einwohnern.